# 포르쉐 타이칸
포르쉐 타이칸(영어: Porsche Taycan)은 포르쉐에서 2019년부터 생산 중인 전기 살룬/에스테이트 카이다.
2015년 프랑크푸르트 모터쇼에서 타이칸의 컨셉 버전을 발표하였으며, 2019년에는 프랑크푸르트 모터쇼에서 생산형 모델을 공개하였다.
전기 충전구는 앞으로 눌러서 열리는 터치식이 아닌, 슬라이딩식으로 열린다는 특징이 있다.

## 명명법
"타이칸"(/taɪ-kɒn/)이라는 이름은 터키어 tay+can에서 대략적으로 "활기찬 젊은 말"로 번역되며, 이는 포르쉐 문장에 있는 슈투트가르트 문장의 말과 관련이 있다.
포르쉐는 터보차저가 없음에도 불구하고 고성능 모델에 터보 및 터보 S라는 이름을 가졌으며 이는 내연 기관이 장착된 고성능 포르쉐의 변형 제품의 전통을 따랐다.

## 디자인
내부는 곡선형 독립형 430 mm (16.8 in)로 구성 가능한 운전자 디스플레이를 포함하여 최대 4개의 디지털 디스플레이와 함께 포르쉐 최초의 완전한 디지털 계기판을 갖추고 있다. 계기판 오른쪽에 있는 280 mm (10.9 in) 화면은 자동차의 인포테인먼트 센터이다. 인포테인먼트 화면 오른쪽에 있는 옵션 화면을 통해 앞좌석 승객은 인포테인먼트 시스템을 사용자 지정할 수 있다. 센터 콘솔의 210 mm (8.4 in) 세로 방향 터치패드 제어 화면은 파워트레인의 상태를 표시하고 운전자에게 차량의 전력을 효율적으로 사용하도록 조언한다. 모든 디지털 레이아웃과 대조적으로 대시보드 상단에는 클래식 포르쉐 시계가 있다.

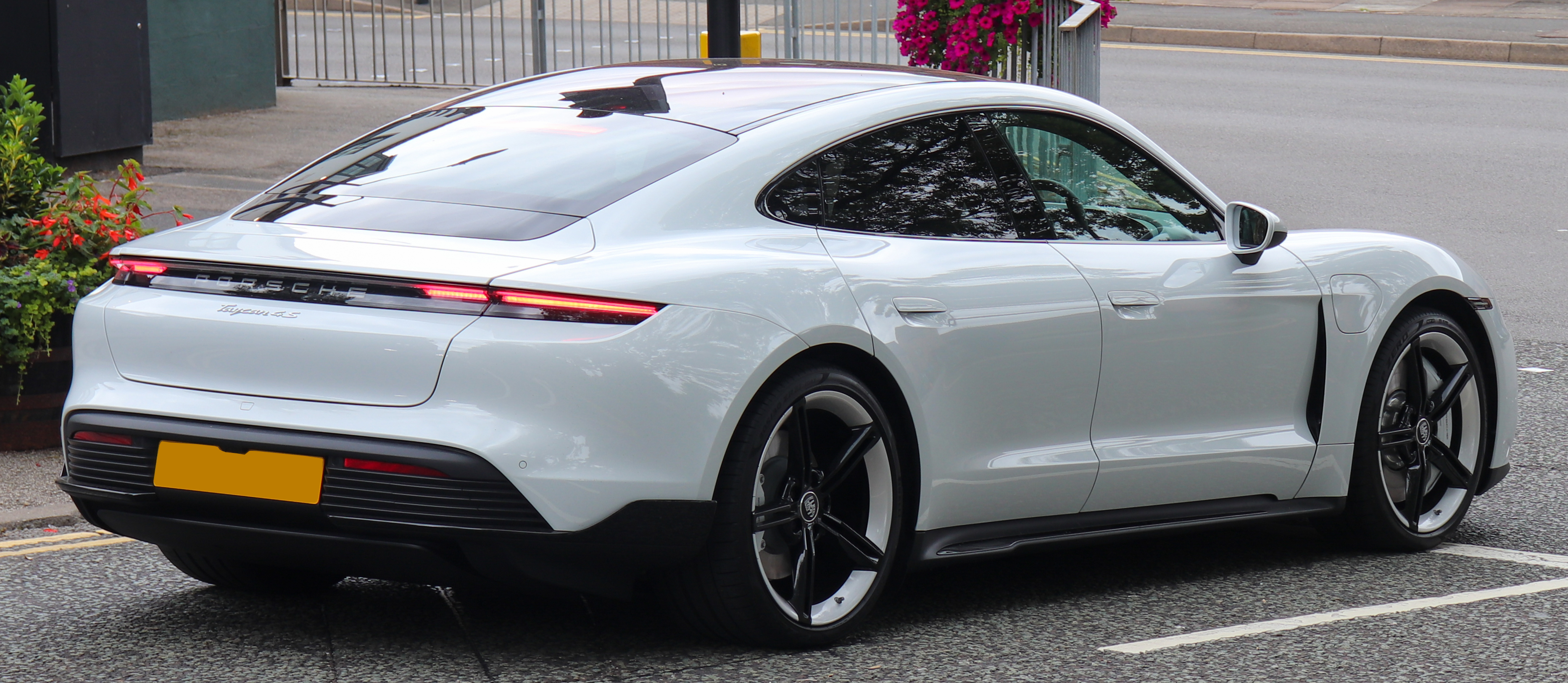
후면
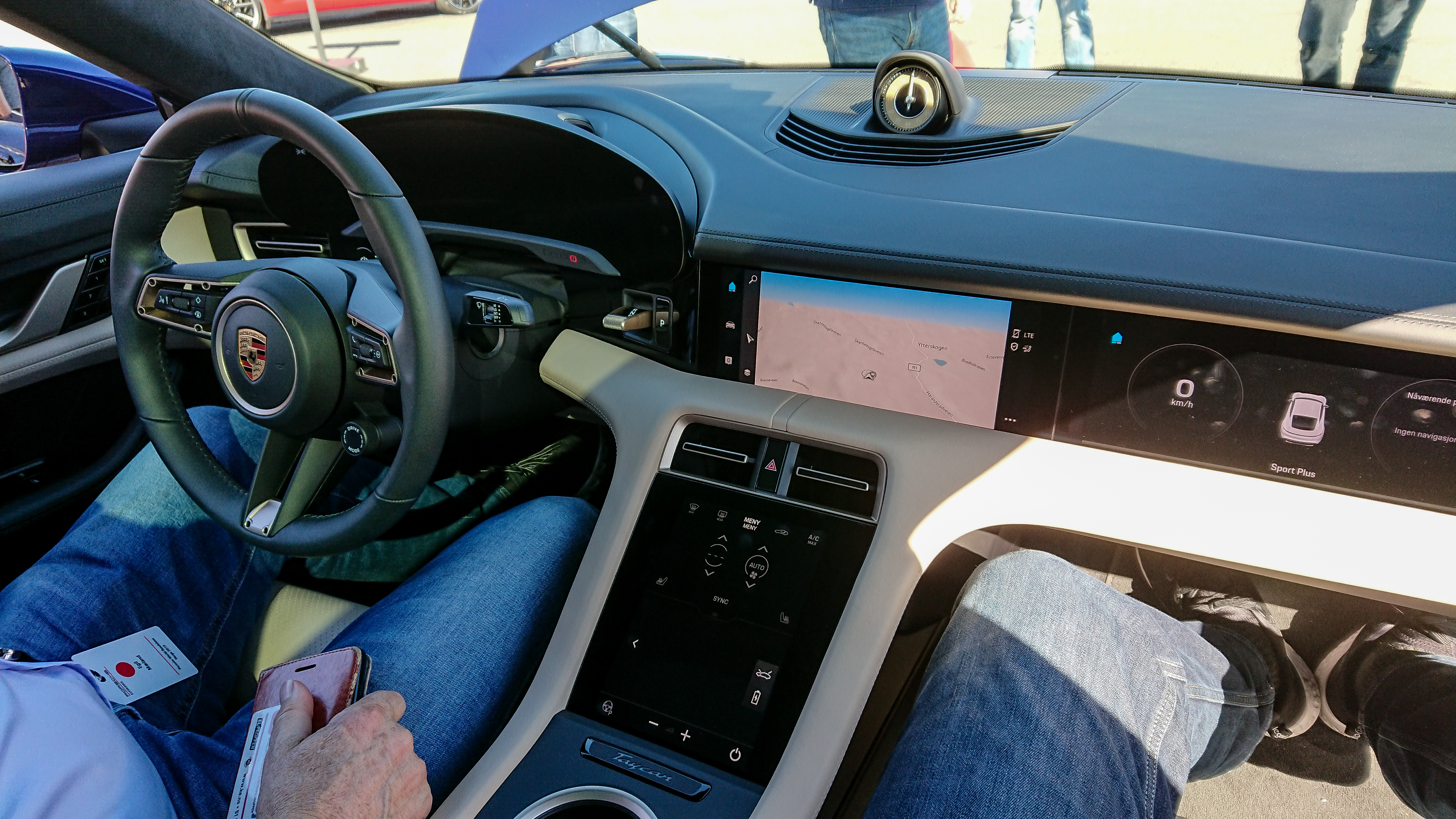
내부

## 사양

### 섀시
타이칸의 본체는 주로 강철과 알루미늄으로 되어 있으며 서로 다른 접합 기술로 접합되어 있다. 차체의 B 필러, 사이드 루프 프레임 및 시트 크로스 멤버는 열간 성형 강철로 만들어졌으며 벌크 헤드 크로스 멤버는 붕소 강철로 만들어 안전성을 높였습니다. 쇼크 업소버 마운트, 액슬 마운트 및 리어 사이드 멤버는 단조 알루미늄이다. 전면 및 후면 범퍼를 제외한 모든 차체 패널도 알루미늄으로 만들어 무게를 줄였으며 자동차의 37%가 알루미늄으로 만들어졌다.

## 주요 모델
| 모델명                 | 연식        | 최고출력                | 최대토크              | 전비중량            | 0–60 mph (97 km/h) | 0–100 km/h (62 mph) | 최고 속도          | WLTP Range      | EPA Range       |
| ---------------------- | ----------- | ----------------------- | --------------------- | ------------------- | ------------------ | ------------------- | ------------------ | --------------- | --------------- |
| 타이칸 (79 kWh)        | 2020년~현재 | 300 kW (408 PS; 402 hp) | 344 N·m (254 lb·ft)   | 2,050 kg (4,519 lb) | 5.1초              | 5.4초               | 230 km/h (143mph)  | 431 km (268 mi) | TBA             |
| 타이칸 (93 kWh)        | 2020년~현재 | 350 kW (476 PS; 469 hp) | 357 N·m (263 lb·ft)   | 2,130 kg (4,696 lb) | 5.1초              | 5.4초               | 230 km/h (143mph)  | 484 km (301 mi) | TBA             |
| 타이칸 4S (79 kWh)     | 2020년~현재 | 390 kW (530 PS; 523 hp) | 640 N·m (472 lb·ft)   | 2,140 kg (4,718 lb) | 3.8초              | 4.0초               | 250 km/h (155 mph) | 408 km (254 mi) | 199 mi (320 km) |
| 타이칸 4S (93 kWh)     | 2020년~현재 | 420 kW (571 PS; 563 hp) | 650 N·m (479 lb·ft)   | 2,220 kg (4,894 lb) | 3.8초              | 4.0초               | 250 km/h (155 mph) | 464 km (288 mi) | 227 mi (365 km) |
| 타이칸 터보 (93 kWh)   | 2020년~현재 | 500 kW (680 PS; 671 hp) | 850 N·m (627 lb·ft)   | 2,305 kg (5,082 lb) | 3.0초              | 3.2초               | 260 km/h (162 mph) | 452 km (281 mi) | 212 mi (341 km) |
| 타이칸 터보 S (93 kWh) | 2020년~현재 | 560 kW (761 PS; 751 hp) | 1,050 N·m (774 lb·ft) | 2,295 kg (5,060 lb) | 2.6초              | 2.8초               | 260 km/h (162 mph) | 416 km (258 mi) | 201 mi (323 km) |

## 수상
2021년 1월, 타이칸 4S는 'What Car?' 매거진에서 올해의 퍼포먼스 카로 선정되었다.'What's Car?' 자동차에 대한 평점에서 타이칸은 별 다섯 개 중 다섯 개를 받았다.
2021년 4월, 타이칸 크로스 투리스모는 2021년 탑 기어' 일렉트릭 어워드에서 베스트 에스테이트를 수상했다.

## 비디오 게임에서의 등장
- 아스팔트 8: 에어본
- 아스팔트 9: 레전드
- 크레이지레이싱 카트라이더
- 카트라이더 러쉬플러스